# Badfinger
Badfinger — британський рок-гурт, утворений у другій половині шістдесятих років у Свонсі (Swansea) під назвою The Iveys.

## Історія гурту
До складу гурту ввійшли: Піт Хем (Pete Ham), 27.04.1947, Свонсі, Велика Британія — 23.04.1975, Вібрідж, Велика Британія — вокал, гітара; Майк Гіббінс (Mike Gibbins), 12.03.1949, Свонсі, Велика Британія — ударні, вокал; Девід Дженкінс (David Jenkins) — гітара та Рон Гріффітс (Ron Griffiths) — бас.
Цим складом гурт дебютував у легендарному ліверпульському клубі «Cavern», де продемонструвала витончені твори, що спирались на гарні вокальні партії. 1967 року гурт почав співпрацювати з Девідом Гарріком — співаком, чий репертуар балансував між попом та акторською піснею. Проте найкращою перспективою для музикантів стало відкриття гуртом The Beatles власної фірми «Apple». Тим часом Дженкінса замінив Том Еванс (Tom Evans), 5.06.1947, Ліверпуль — 23.11.1983, який став автором дебютного твору «Maybe Tomorrow» для «Apple», а продюсував цей твір Тоні Вісконті. Однак сингл не мав резонансу серед слухачів, а після невдачі другого — «Walls Ice Cream» — The Iveys вирішили змінити назву на Badfinger.
Під час роботи над черговим записом новим басистом став Джоуі Молленд (Joey Molland), 21.06.1947, Ліверпуль. Сингл «Come & Get It», автором якого був Пол Маккартні, став першим хітом Badfinger у Британії та Америці. Ця пісня також прозвучала у фільмі «The Magic Christian» режисера Джозефа Макграта за участю Піта Селлерса та Рінго Старра. Опіка всією «ліверпульською четвіркою» гурту Badfinger викликала зацікавленість серед масового слухача, тим паче, що вокальна манера Badfinger вказувала на вплив The Beatles.
Успіхом чергового синглу «No Matter What» гурт був багато чим зобов'язаний «бітлам», але і самі Badfinger добре могли впоратись з різними завданнями. Наприклад, на початку сімдесятих років вони брали участь, як студійні музиканти «Apple», у записах альбомів своїх босів: Джорджа Харрісона («All Things Must Pass»), Рінго Старра («It Don't Come Easy») та Джона Леннона («Imagine»), а також виступили у благодійному концерті на допомогу мешканцям Бангладеш, який організував Харрісон. Свій композиторський талант вони виявили 1972 року, коли балада Хема та Еванса «Without You» стала всесвітнім хітом у виконанні американського співака Геррі Нілссона. Однак це виявилось кульмінацією кар'єри гурту.
Після запису альбому «Ass» гурт перейшов на фірму «Warner Bros.», на якій 1974 року видав чергові лонгплеї «Badfinger» та «Wish You Were Here». Тим часом формацію залишив Молленд, розчарований фінансовим тиском, що домінував у той час у діяльності гурту. Наступного року самогубством скінчив своє життя Хем, що призвело до розпаду гурту.
Однак наприкінці 1978 року Молленд та Еванс реанімували Badfinger, запросивши до співпраці Джо Тензіна (Joe Tanzin) — гітара та Кенні Харка (Kenny Harck) — ударні, якого швидко замінив Енді Ньюмарк (Andy Newmark). Проте записаний альбом «Airwaves» так і не здобув очікуваного ринкового успіху. 1981 року гурт у складі Молленд, Еванс, Тоні Кей (Топу Кеуе) — клавішні (екс-Yes), Гленн Шерба (Glenn Sherba) та Річард Брайнс (Richard Bryans) записала чергову платівку — альбом «Say No More», але після американського турне гурт знову розпався.
23 листопада 1983 року самогубством скінчив своє життя Том Еванс. Він теж, як і Хем, став жертвою депресії та матеріальних клопотів. 1988 року завдяки зусиллям Молленда та Гіббінса гурт Badfinger знову повернувся на сцену, а 1989 року разом з Ренді Андерсоном (Randy Anderson) — гітара та Ей. Джей. Ніколасом (A.J.Nicholas) — бас, було записано і видано на власній фірмі Молленда «Independent Records» альбом «Timeless». Час від часу музиканти продовжують вирушати у невеликі турне по США.

## Дискографія

### Студійні альбоми
- 1969: Maybe Tomorrow (як The Iveys)
- 1970: Magic Christian Music
- 1970: No Dice
- 1971: Straight Up
- 1973: Ass
- 1974: Badfinger
- 1975: Wish You Were Here
- 1979: Airwaves
- 1981: Say No More
- 2000: Head First